# Riders on the Storm
"Riders on the Storm"é um single da banda The Doors do álbum L.A. Woman, de 1971. Alcançou o 14º posto nas paradas norte-americanas de sucesso e ainda hoje é consideravelmente tocada nas rádios.
Notável por seus efeitos de trovões e chuva e pelo Piano Rhodes tocado por Ray Manzarek imitando o som da chuva, a música também é título de um livro autobiográfico escrito por um dos membros da banda, John Densmore, e de um filme previsto para 2005, por Ray Manzarek.
"Riders on the storm" é vagamente baseada no notório assassino Billy Cook, que se passou por caroneiro e matou uma família inteira nos Estados Unidos.
A música foi gravada no estúdio do Doors em dezembro de 1970 com o auxílio de Bruce Botnick, engenheiro musical da banda a um longo tempo, que co-produziu as gravações.
A música foi remixada com vocais de Snoop Dogg para a trilha sonora do jogo Need For Speed: Underground 2 da Electronic Arts.
Um trecho de "Riders on The Storm" encontra-se cantado pelo cantor Wednesday 13 na faixa "Welcome to the Strange", do álbum "Songs From the Recently Deceased" de sua banda Frankenstein Drag Queens from Planet 13.
É também o nome adoptado para substituir "The Doors 21th century", projecto ao qual pertencem Ray Manzarek e Robby Kriger (The Doors) e Ian Astbury (The Cult) que, após um processo judicial movido pelo ex-baterista John Desnmore (The Doors), foram forçados a mudar de nome.
Atualmente teve uma regravação com o rapper Snoop Dogg

## Créditos
The Doors
- Jim Morrison – vocais e assobios[1]
- Ray Manzarek – piano Rhodes[2]
- Robby Krieger – guitarra[3]
- John Densmore – bateria[1]

Músicos adicionais
- Jerry Scheff –  baixo[1]

## Legado
Frequentemente listada entre as melhores canções de The Doors, "Riders on the Storm" continua nas playlists de estações de rádio de rock clássico.
O baterista do grupo, John Densmore, lançou um livro chamado Riders on the Storm em 1990, detalhando sua vida e carreira com a banda. Em 2010, a canção entrou para o Hall da Fama do Grammy por ser uma gravação "de significância histórica ou qualitativa".